# Samsara

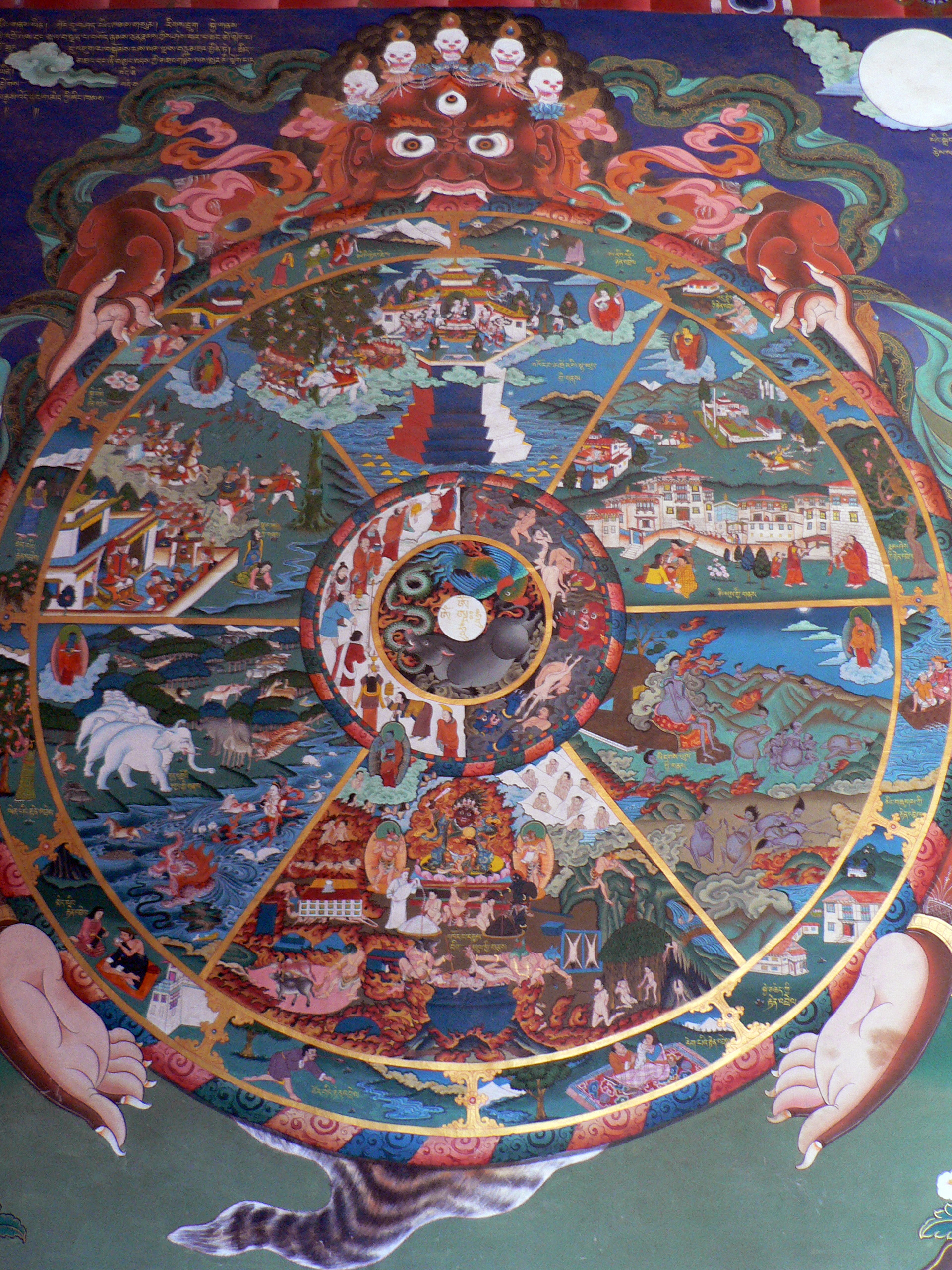
Pintura tibetana tradicional o Tanka mostrant la roda de vida.

Samsara (en sànscrit: संसार, saṃsāra) és un concepte del pensament indi que defineix el cicle de reencarnació o renaixement. Segons diverses doctrines índies, durant el decurs de la vida manifestada dels individus, les accions comeses (el karma) determinen el destí futur de cadascú en el procés d'esdevenir (evoluciona o involuciona); el karma és heretat quan l'ésser torna a néixer tal com es trobava en el moment de la mort. En el budisme, en el moment de la mort, els impulsos volitius (samskara) són transmesos a una estructura conscient, l'ànima, que després d'un període intermedi -en tibetà, anomenat bardo-, forma la base d'una nova estructura biològica que resultarà en el renaixement i una nova vida. Aquest procés es considera que es repeteix fins que la persona assoleix el mokxa (alliberament).